# Víctor McGuire
Victor McGuire (17 de marzo de 1964) es un actor inglés.

## Trayectoria profesional
Sus papeles más conocidos son quizá Jack en las tres primeras temporadas de Bread de Carla Lane, Ron Wheatcroft en Goodnight Sweetheart y Tony el vecino de Sean Hughes en El Show de Sean (la clase de tipo al que se le puede pedir que te construya un cobertizo)
McGuire interpretaba a Gary, de la pareja de ladrones liverpulienses, en Lock & Stock, de Guy Ritchie
También ha participado en numerosos programas de televisión, entre ellos Dalziel and Pascoe, Casualty y 2point4 children. Interpretó a Amos Hart en la versión del West End de Chicago y fue Lazar Wolf en la de El violinista en el tejado en el teatro Savoy, también en el West End.
Recientemente ha repetido en el papel de Amos Hart en la producción teatral de Chicago, en el teatro Cambrige de Londres.
McGuire es seguidor del Everton F.C.

## Filmografía
- Hellraiser: Revelations: Agente de policía
- Dangerous Parking
- Hellraiser: Hellworld: Agente de policía.
- El Fantasma de la Ópera
- Suzie Gold
- A Changed Man
- Being April
- Thunderpants
- Peak Practice
- Comic Relief: Say Pants to Poverty
- Redemption Road
- A Many Splintered Thing
- Lock & Stock
- Sorry About Last Night
- Health and Efficiency
- Goodnight Sweetheart
- El show de Sean
- Bread
- La Dalia Negra
- The Woman in Black